# Rùa Hoàn Kiếm
Rùa Hồ Gươm là một nhóm cá thể rùa lớn đã từng sống tại Hồ Gươm. Con cuối cùng sống ở Hồ Gươm đã chết vào ngày 19 tháng 1 năm 2016. Đây là những cá thể thuộc loài rùa mai mềm khổng lồ Rafetus swinhoei đặc biệt quý hiếm, năm 2023 trên thế giới người ta chỉ tìm thấy được 3 cá thể.
Hiện nay, rùa Hồ Gươm là loài rùa đặc biệt quý hiếm, được Sách đỏ thế giới xếp vào danh mục loài cực kỳ nguy cấp, khả năng tuyệt chủng là rất cao.

## Mô tả
Có ý kiến cho rằng, không nên gọi Rùa Hồ Gươm là rùa, mà nên gọi là ba ba lớn hay giải. Trong tiếng Trung Quốc, loài này được gọi là ban miết hay lại đầu ngoan (ba ba chốc đầu) và loại rùa da trơn có vỏ mai mềm (miết, ngoan) này không được xếp vào hàng tứ linh của các loài Long, Lân, Quy, Phụng vì nó không phải là Quy về mặt danh xưng. Tuy nhiên, về mặt khoa học thì "rùa", "ba ba" hay "giải" chỉ là tên gọi dân gian ở Việt Nam, còn về danh pháp khoa học thì tất cả đều là những phân họ trong bộ Rùa, nên gọi tất cả đều là "rùa" là đúng về mặt khoa học.

### Rùa Hồ Gươm
Rùa Hồ Hoàn Kiếm có kích thước rất lớn, đầu tương đối nhỏ và rộng, mõm ngắn, tròn, vòi rất ngắn, lưng màu vàng lục có những đốm vàng, yếm bụng màu trắng nhạt. Mai rùa cứng chứ không mềm.
Theo di thể rùa chết vào thập niên 1960 hiện lưu giữ trong đền Khiêng hòm thì cá thể đó cân nặng 250 kg với chiều dài 2,1m và chiều rộng 1,8 m. Cá thể ở Hồ Gươm mà thành phố Hà Nội bắt để chữa trị vết thương trên thân rùa hồi tháng 4 năm 2011 là giống cái, nặng 169 kg với chiều dài toàn thân của Rùa là 185 cm; chiều rộng mai là 99 cm, chiều dài đuôi là 35 cm.
Cũng theo giả thuyết của PGS Lê Trần Bình, Rùa Hồ Hoàn Kiếm có thể có nguồn gốc từ Lam Kinh, Thanh Hóa, cùng quê với vua Lê Lợi, và được vua Lê thả vào Hồ Gươm, vì trước đó không có thông tin gì về loài rùa lớn nào tại Thăng Long Theo GS Lê Trần Bình, so sánh cho thấy mẫu DNA của rùa hồ Gươm giống rùa Quảng Phú - Thanh Hóa.
Năm 2010, có một cá thể rùa mai mềm thuộc loài khác (cụ thể là ba ba Nam bộ) với chiều dài 1,2 m nặng 52 kg chết ở Hồ Gươm và đã được TS. Vũ Ngọc Thành nguyên cán bộ khoa Sinh, ĐH Khoa học Tự nhiên Hà Nội làm tiêu bản.

### Rùa ở hồ Đồng Mô và Xuân Khanh

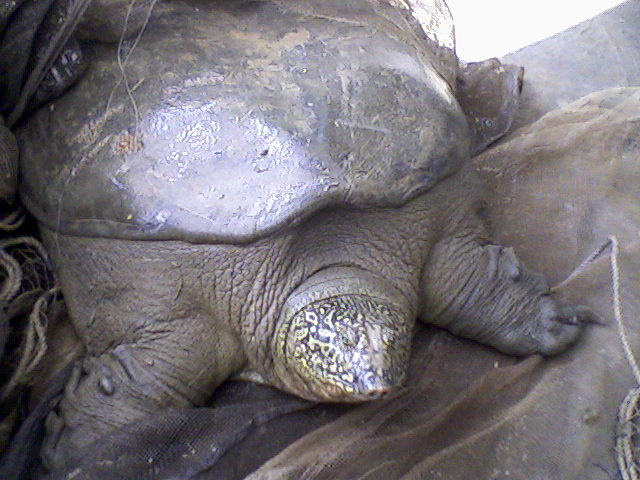
Rùa Đồng Mô, được cho là cùng loài với rùa Hồ Gươm, ảnh chụp năm 2008

Một cá thể rùa bị bắt và thoát chết năm 2008 tại hồ Đồng Mô, Hà Tây cũ, cũng được xem là đồng chủng với Rùa Hồ Gươm, có chiều dài 90 cm, ngang 70 cm, cân nặng chừng 80–90 kg, mép màu vàng, đầu đốm rằn ri và mai màu xanh xám. Ông Douglas Hendri, giám đốc Chương trình Bảo tồn rùa châu Á đã từng dựng lều trại tại bờ hồ, rồi đêm ngủ tại lều, ngày theo ngư dân đánh cá để tìm kiếm rùa. Ông Douglas bullet khẳng định đã làm xét nghiệm DNA rùa Đồng Mô tại Viện Sinh thái Tài nguyên sinh vật và kết quả xét nghiệm cho thấy rùa Đồng Mô cùng loài với rùa Hồ Gươm, cùng loài Rafetus swinhoei với cả hai cá thể hiện đang được nuôi dưỡng trong vườn thú ở Trung Quốc. Tổ chức Bảo tồn thiên nhiên Quốc tế (CI) cũng xác định con rùa mai mềm lớn ở Đồng Mô thuộc loài Rùa Hoàn Kiếm.
Năm 2018, đã có ảnh chụp về một cá thể mới ở hồ Xuân Khanh, nâng tổng số cá thể còn tồn tại được biết đến của loài này lên 3 cá thể.
Có triển vọng tìm ra thêm một cá thể mới ở hồ Đồng Mô. Nếu cá thể này được khẳng định thì sẽ nâng tổng số cá thể còn tồn tại được biết đến của loài này lên 3 cá thể, trong đó 2 cá thể ở Việt Nam và 1 cá thể ở Trung Quốc. Những phát hiện này mang lại nhiều hy vọng hơn cho công tác bảo tồn cho loài rùa quý hiếm nhất thế giới này.
Sáng ngày 23 tháng 4 năm 2023, cá thể rùa ở hồ Đồng Mô được phát hiện đã chết nổi trên mặt hồ. Đại diện Tổ chức phi chính phủ IMC - Quản lý dự án bảo tồn rùa Hoàn Kiếm cho biết, hiện nay ở hồ Đồng Mô vẫn còn ít nhất 1 cá thể rùa mai mềm sinh sống, nhưng không rõ giới tính và đặc điểm.

## Nguy cơ tuyệt chủng

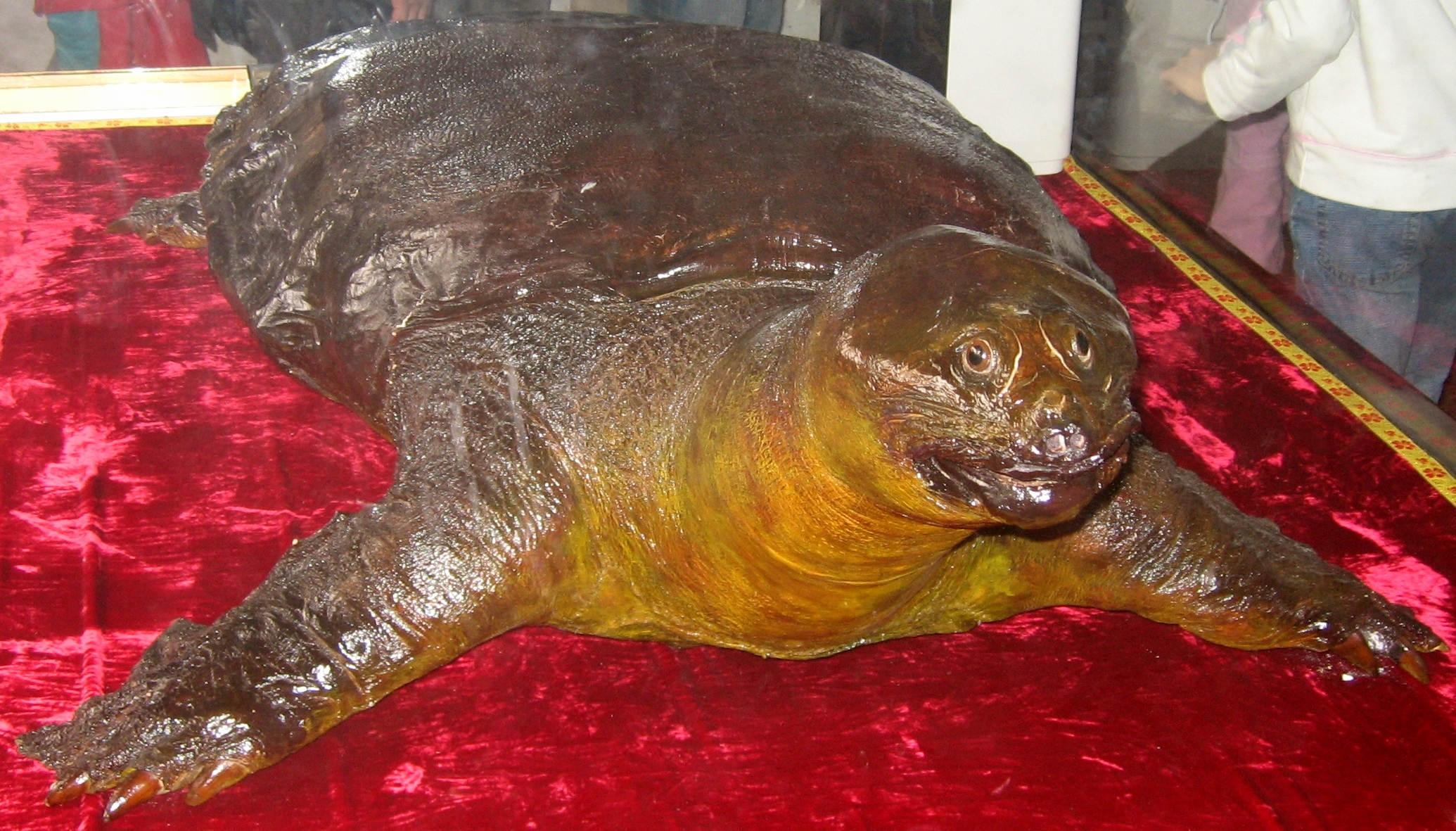
Tiêu bản rùa trong Đền Ngọc Sơn

Loài rùa đặc biệt này từng được tìm thấy tại hầu hết khu vực thuộc đồng bằng sông Hồng. Tuy nhiên, các cá thể rùa lớn đã bị săn bắt mạnh mẽ trong suốt thập niên 1970 và 1980, cho đến tận những năm cuối của thập niên 1990. Rùa Hồ Gươm hiện chỉ tìm thấy 1 cá thể còn lại, thuộc diện động vật quý hiếm ở mức đặc biệt nguy cấp, cần được bảo vệ khẩn cấp với những nỗ lực cao nhất.
Theo lời của phó giáo sư Hà Đình Đức vào năm 2011, rùa khổng lồ sống ở Hồ Gươm từng có 4 cá thể, đến nay tất cả đều đã chết
1. Một cá thể chết ngày 2 tháng 7 1967, xác được lưu giữ trong đền Ngọc Sơn.
2. Một cá thể có xác được lưu trong chùa Hưng Ký (Hoàng Mai, Hà Nội), hiện chuyển về Bảo tàng Hà Nội.
3. Một cá thể bị giết thịt năm 1962-1963, khi bò lên vườn hoa Chí Linh (nay là vườn hoa tượng đài Lý Thái Tổ) sau một cơn mưa lớn.
4. Cá thể duy nhất trong lòng hồ Gươm. Ngày 19 tháng 1 năm 2016, cá thể rùa Hồ Gươm cuối cùng đã chết.[3][4]

Từ năm 2003, Chương trình bảo tồn rùa châu Á thực hiện các cuộc điều tra phỏng vấn tại nhiều khu vực thuộc 18 tỉnh miền Bắc Việt Nam để tìm kiếm các khu vực sông, hồ, và đất ngập nước các cá thể rùa còn lại. Trong quá trình khảo sát, nhóm nghiên cứu đã tìm thấy mai và hộp sọ của 7 các thể rùa Hồ Gươm (Rafetus swinhoei) và một bức ảnh của một cá thể khác được người dân bắt được và chụp lại.
Tính đến năm 2020, chỉ còn 4 cá thể rùa Hồ Gươm được khẳng định là còn sinh tồn, 1 cá thể đực ở vườn thú Tô Châu (Trung Quốc) và 2 cá thể ở hồ Đồng Mô, ngoài ra còn 1 cá thể ở hồ Xuân Khanh nhưng chưa được quan sát rõ. Chú rùa ở Đồng Mô là 1 cá thể cái và có khả năng sinh sản, nhưng chú rùa này đã chết vào ngày 24/4/2023. Nếu không tìm được con đực nào để ghép đôi sinh sản thì loài rùa Hồ Gươm sẽ sớm bị tuyệt chủng.
Do vậy, cần phát triển sự hợp tác quốc tế giữa Việt Nam và Trung Quốc để thực hiện nỗ lực bảo tồn xuyên quốc gia. Việc cấp bách hiện nay là tiếp tục khảo sát để xác định bất kỳ cá thể, quần thể nào còn sót lại của loài rùa này ở Việt Nam và Trung Quốc. Chương trình trao đổi sinh sản cần được thức đẩy, tức là đưa cá thể từ Việt Nam đến Trung Quốc để ghép đôi hoặc ngược lại, hoặc dùng tinh trùng của cá thể đực để thụ tinh nhân tạo cho cá thể cái (trong trường hợp không thể tìm ra thêm cá thể hoang dã nào còn tồn tại ngoài tự nhiên).
Ngay cả cá thể rùa Hồ Gươm ở Đồng Mô và Xuân Khanh cũng đang bị đe dọa. Tháng 11/2008, sau trận mưa ngập lớn tại Hà Nội, chú rùa này bò ra khỏi hồ và đã bị người dân địa phương bắt được và suýt bị đem bán, rất may là đã được các nhà khoa học giải cứu kịp thời. Năm 2018, hồ Đồng Mô đã từng bị san lấp trái phép, đe dọa nghiêm trọng khu vực sinh sống của rùa Ngoài ra, vì lợi ích kinh tế, nhiều hoạt động đánh bắt thủy sản diễn ra ở hồ, nước trong hồ còn bị lấy để tưới cỏ sân gôn Đồng Mô, nước pha trộn thuốc bảo vệ thực vật ở sân gôn đã ngấm dần xuống lòng hồ, gây tàn phá hệ sinh thái trong hồ.
Năm 2017, Công ty URENCO 6 (đơn vị thành viên của Công ty TNHH MTV Môi trường Đô thị Hà Nội – URENCO) bị bắt quả tang đang xả thải trái phép ra hồ Xuân Khanh, làm phá hoại chất lượng môi trường nước nơi cá thể rùa Hoàn Kiếm sinh sống. Nguy cơ cá thể rùa Hoàn Kiếm ở hồ Xuân Khanh có thể bị bắt và vận chuyển trái phép cũng đang gia tăng. Từ ngày 17/9 tới ngày 4/10/2018, đội đánh cá thuộc Công ty TNHH xí nghiệp Thủy sản Suối Hai (đơn vị thầu khai thác thủy sản tại hồ Xuân Khanh) đã tiến hành đánh bắt cá trên hồ Xuân Khanh và tiếp tục sử dụng phương thức "đánh chuồng" có nguy cơ gây hại cho rùa Hoàn Kiếm. Tới ngày 29/10/2018, đội đánh cá lại tiếp tục sử dụng phương thức đánh bắt này để đánh bắt cá trên hồ. Ngày 23/10/2018, đoàn thanh tra thuộc Tổng cục Môi trường (Bộ Tài nguyên và Môi trường) đã phát hiện bãi rác Xuân Sơn xả trái phép nước rỉ rác chưa qua xử lý ra hồ cạnh Hợp tác xã Thành Công và chảy tràn ra hồ Xuân Khanh với lưu lượng khoảng 700m3/ngày.
Nếu những hành vi săn bắt, phá hoại môi trường sinh thái ở hồ Đồng Mô và Xuân Khanh không bị ngăn chặn thì những con rùa Hồ Gươm còn lại ở đó cũng khó có thể sinh tồn được lâu dài, chứ chưa nói tới việc sinh sản duy trì nòi giống.
Ông Đoàn Văn Tiến, đang sinh sống và công tác tại Đồng Mô, thị xã Sơn Tây từng gửi đơn kêu gọi các cơ quan chức năng, chính quyền địa phương và các nhà khoa học sớm có biện pháp quyết liệt để giải cứu loài rùa Hồ Gươm. Theo ông Tiến, "nếu ở hồ Đồng Mô rùa mất đi thì đó là nỗi đau và sự hổ thẹn về trách nhiệm bảo vệ động vật quý hiếm của giới khoa học..."

## Tranh luận về số lượng cá thể và phân loài

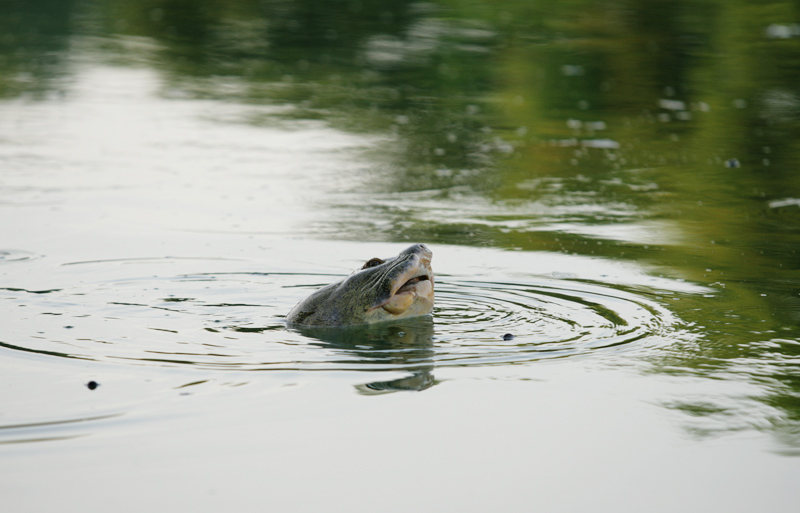
Ảnh của chú rùa Hồ Gươm

Rùa Hồ Gươm chậm chạp, hiền lành, thường sống ở những sông hồ sâu, nước chảy yếu. Khi trời nóng thường hay ngóc cổ lên khỏi mặt nước để thở. Mùa đông thỉnh thoảng phơi nắng.
Rùa Hồ Gươm có thể là một loài rùa mới với danh pháp khoa học là Rafetus vietnamensis (đồng nghĩa: Rafetus leloii, rùa Lê Lợi), thuộc họ Ba ba (Trionychidae) trong bộ Rùa (Testudines), lớp Sauropsida (Mặt thằn lằn).
Tuy nhiên, có sự tranh luận về sự phân loại này và theo một số chuyên gia quốc tế có uy tín, Rùa Hồ Gươm thuộc loài Rafetus swinhoei (Rùa mai mềm Thượng Hải), và tại thời điểm 20/1/2016, chỉ còn 3 cá thể còn sống.
Hà Đình Đức (người định danh Rafetus leloii, năm 2000), Lê Trần Bình (Viện Công nghệ Sinh học, cùng ctv định danh Rafetus vietnamensis năm 2010) và một số nhà khoa học Việt Nam cho rằng rùa Hồ Gươm là loài mới, chỉ có ở Việt Nam. Tuy nhiên các tài liệu khác lại cho rằng hoặc đó là một loài giải lớn với danh pháp Pelochelys bibroni (Sách đỏ Việt Nam năm 1992) hay Rafetus swinhoei. Cũng theo trang web này thì người ta chỉ biết 4 cá thể R. swinhoei còn sống tại thời điểm năm 2010, trong đó một cá thể sống tại hồ Gươm (hồ Hoàn Kiếm) của Việt Nam, 1 tại hồ Đồng Mô (Hà Tây cũ)  và 2 cá thể kia tại Trung Quốc (1 tại Vườn thú Tô Châu, 1 tại Vườn thú Trường Sa). Hai cá thể khác bắt được tại Cá Cựu (tỉnh Vân Nam) đã chết gần đây bao gồm 1 tại Vườn thú Bắc Kinh chết năm 2005, 1 tại Vườn thú Thượng Hải chết cuối năm 2006. Ngoài ra hiện nay có nhiều lời kể về "giải khổng lồ" xuất hiện ở một số đầm phá dọc sông Hồng, nên còn hy vọng những cá thể khác vẫn tồn tại trong thiên nhiên.
Các tác giả Farkas B. và Webb R.G. vào năm 2003 cho rằng danh pháp R. leloii là một đơn vị phân loại không hợp lệ và chỉ là từ đồng nghĩa muộn của R. swinhoei. Mặc dù GS Lê Trần Bình chỉ ra sự khác biệt di truyền, cũng như sự khác biệt về hình thái, qua hình chụp. Tuy nhiên, Farkas và đồng nghiệp trong năm 2010 đã lặp lại kết luận của họ năm 2003, cho là sự khác biệt giữa các mẫu vật có thể là do tuổi tác và trình tự, mẫu gen được sử dụng đã không bao giờ được gửi đến GenBank. Họ cũng chỉ trích việc GS Lê Trần Bình vi phạm Mã ICZN qua việc đổi tên các loài từ R. leloii thành R. vietnamensis là "không phù hợp".
Nhóm tác giả Le Đức Minh và Pritchard P. vào năm 2009 dựa trên phân tích dữ liệu DNA đã cho rằng sự khác biệt giữa DNA của những cá thể trong mẫu phân tích của Lê TB và ctv  với DNA của loài Rafetus swinhoei là không đủ để kết luận loài mới. Ông Douglas Hendri, giám đốc Chương trình Bảo tồn rùa châu Á, cán bộ Trung tâm Giáo dục thiên nhiên ENV đưa ra ý kiến rằng rùa Hồ Gươm thuộc loài Rafetus swinhoei và đưa ra khả năng duy trì bằng cách cho lai với rùa hồ Đồng Mô hoặc với rùa tại vườn thú Trung Quốc. Rhodin et al. (2010) vẫn coi rùa Hồ Gươm là R. swinhoei.
Tháng 4 năm 2011, một cá thể rùa Hồ Gươm đã được bắt để chữa bệnh và lấy mẫu gen để phân tích Bài báo phân tích gen năm 2013 của tác giả Lê Đức Minh, thuộc Trung tâm Nghiên cứu Tài nguyên và Môi trường (CRES), Đại học Quốc gia Hà Nội đăng trên tạp chí Organisms biodiversity & Evolution chỉ ra những mẫu vật ghi nhận về loài rùa này gồm mẫu rùa Hoàn Kiếm (mẫu lấy từ cụ rùa trong đợt cứu chữa năm 2011), mẫu rùa Đồng Mô, mẫu rùa tại Yên Bái, Phú Thọ, Ba Vì và 2 mẫu rùa bên Trung Quốc đều cùng loài và là loài Rafetus swinhoei. Sự khác biệt về gen ở những mẫu vật này là rất nhỏ, không đủ căn cứ để phân loại ra loài mới.

## Truyền thuyết và vai trò văn hóa

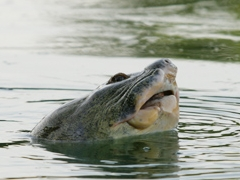
Rùa Hồ Gươm nổi lên mặt nước (2011)

Rùa Hồ Gươm gắn liền với truyền thuyết Lê Lợi trả gươm thần Thuận Thiên cho thần rùa thần Kim Quy. Ngay địa danh của hồ cũng căn cứ trên truyền tích đó vào đầu thời nhà Hậu Lê. Truyền thuyết thần Kim Quy còn đi ngược dòng lịch sử của người Việt xa hơn nữa với chuyện thần Kim Quy giúp An Dương Vương xây thành Cổ Loa và tặng nhà vua cái móng để làm lẫy nỏ chống quân của Triệu Đà.
Vào thế kỷ XX một số tác phẩm văn học Việt Nam lấy rùa Hồ Gươm làm đề tài. Trong đó có truyện Thần Tháp Rùa của Vũ Khắc Khoan và Rùa Hồ Gươm của Nguyễn Dậu (Trương Mẫn Song).
Người Việt Nam vẫn thường gọi rùa khổng lồ sống ở Hồ Gươm là "Cụ" với hàm ý tôn kính, và đây cũng là biểu tượng gắn liền với truyền thuyết Gươm thần và lịch sử giữ nước, là phần tâm linh đáng trân trọng.
Tuy nhiên, theo PGS-TS Trần Lâm Biền thì không nên gọi là "Cụ" vì đây là 1 sinh vật bằng xương thịt, cần bảo tồn khẩn cấp chứ không phải là thần thánh bất tử trong truyền thuyết.

## Bảo vệ môi trường
Vì giá trị văn hóa của rùa Hồ Gươm, tháng 6 năm 2009 công ty Herbst Umwelttechnik GmbH của Đức được giao phó việc khảo nghiệm hút bớt lớp bùn sâu lắng ở đáy hồ để khơi lòng hồ, giảm lượng độc chất ứ đọng sau bao nhiêu năm ô nhiễm hầu bảo vệ môi trường cho rùa Hồ Gươm. Dự án với chi phí 2,8 triệu USD hoàn tất trước Đại lễ 1000 năm Thăng Long – Hà Nội năm 2010.

## Hình ảnh

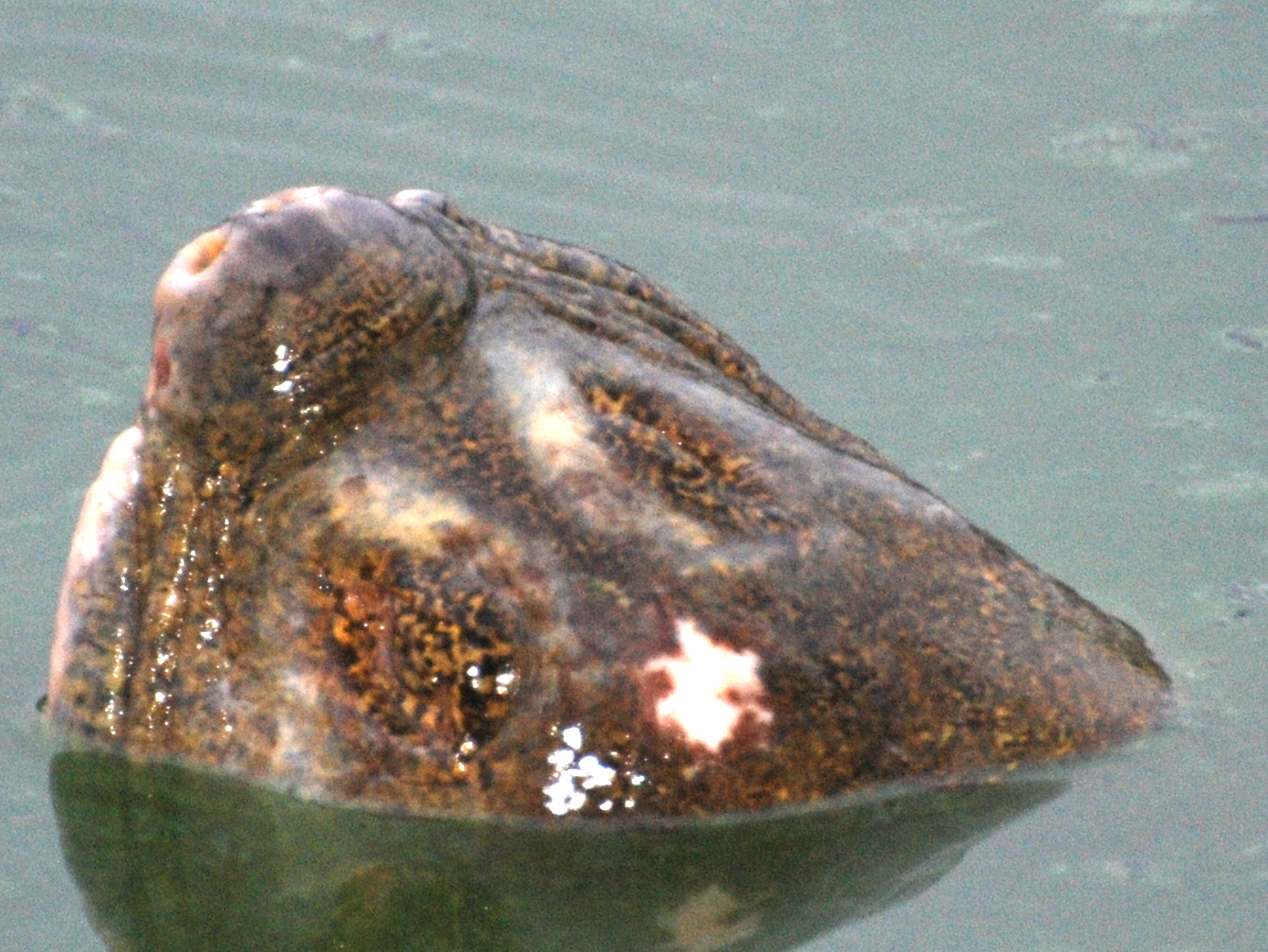
Đầu rùa (2011)
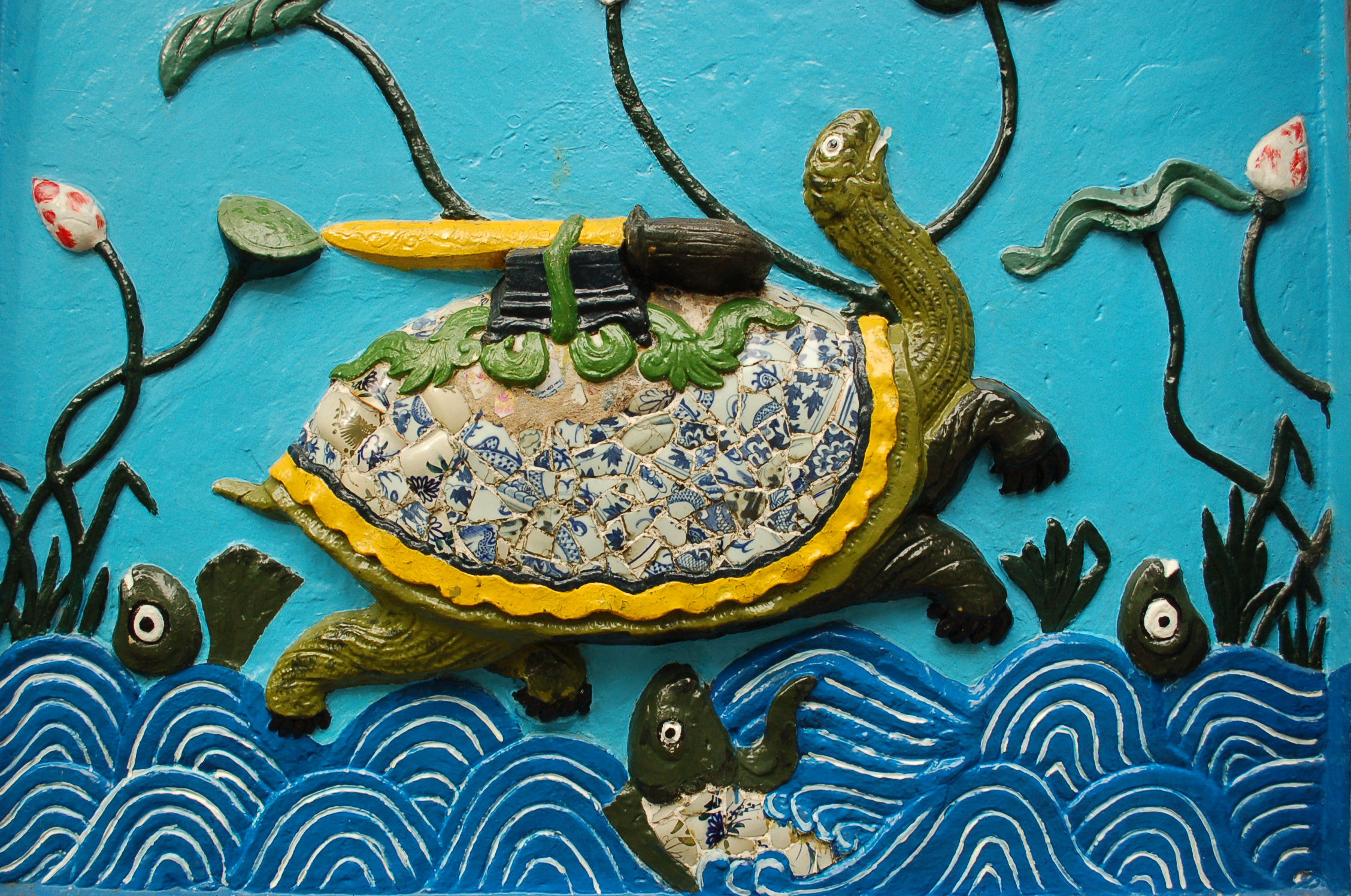
Rùa Hồ Gươm trong truyền thuyết Sự tích Hồ Gươm
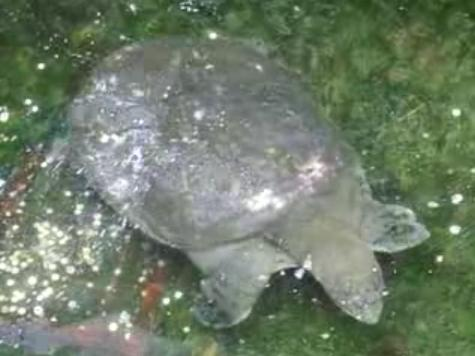
Rùa mai mềm Thượng Hải.